# Audea hemihyala
Audea hemihyala là một loài bướm đêm trong họ Erebidae.

## Hình ảnh

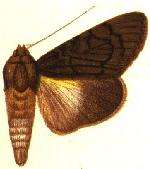